# Apophrades
Apophrades, ergänze hemerai, sind „unheilvolle Tage“ des attischen Kalenders, an denen aufgrund einer Atmosphäre der „Unreinheit“ und Befleckung manche privaten (zum Beispiel Antritt einer Reise) und öffentlichen Handlungen (zum Beispiel Erteilung eines Orakels) unterlassen wurden.
In klassischer Zeit handelte es sich dabei um die Tage, an denen Mordfälle vor Gericht verhandelt wurden, wofür drei Tage gegen Ende jedes Monats vorgesehen waren, wenn auf sie nicht bereits ein Fest fiel. Außerdem galt der Tag als hemera apophras, an dem – im Rahmen des Fests der Plynterien – die Gewänder der Athena rituell gereinigt wurden.
Die Rekonstruktion der Bedeutung des Wortes apophrades (hemerai) wird dadurch erschwert, dass der Ausdruck von späteren griechischen Autoren häufig schlicht im Sinn des lateinischen Dies ater oder nefas gebraucht wurde. So schrieb Lukian von Samosata eine ganze Abhandlung (den Pseudologistes oder Lügenfreund), in der er einem „ignoranten“ Gegner die Bedeutung von apophrades auseinandersetzt, ohne selbst mit der Materie vertraut zu sein; im Gegensatz zum Obigen erklärt er, an diesen Tagen hätten keine Gerichtsverhandlungen und keine religiösen Zeremonien stattgefunden. Auch Plutarch hat bei seinen häufigen Nennungen stets den lateinischen dies ater im Sinn. Andere erschlossen sogar neue Bedeutungen: So kam Hesychios von Alexandria, indem er einen von Theopompos geschilderten Ritus mit Informationen über die Anthesteria, das athenische Fest des neuen Weins zusammenbrachte, zu der Auffassung, die Athener hätten geglaubt, an den apophrades hemerai kämen die Toten in ihre früheren Wohnungen zurück.
Der Wortsinn des Adjektivs apophras, Plural apophrades wurde dabei offenbar von apo, „weg“, und dem Verb phrasso, „ich umzäune, versperre“ her verstanden, eine hemera apophras wäre ein „Tag des Wegsperrens“ gewesen. Angaben, dass „an den apophrades, d. h. den Plynterien und solchen Tagen“ (so bei Pollux im 2. Jahrhundert n. Chr.) die Schreine „mit Seilen abgesperrt“ wurden, erklärte man sich so, dass es sich um Vorkehrungen gegen den Besuch der Totengeister gehandelt habe, da auch für die Anthesteria eine solche Absperrung belegt war und man ihnen einen Ritus des Totengedächtnisses zuordnete, der aber tatsächlich nichts mit ihnen zu tun hatte.
Nicole Loraux zufolge war bereits diese Herleitung des Wortes nicht korrekt, es muss stattdessen von apo und phrazo, „ich mache deutlich, markiere“ abgeleitet werden. Hemerai apophrades waren Tage, die man „streichen“ konnte, und im 4. Jahrhundert v. Chr. scheint tatsächlich, als eine Art von negativer Erinnerung an den verheerenden Bürgerkrieg zwischen Athen und Sparta, ein Tag aus dem athenischen Kalender gestrichen worden zu sein, an dem bis dahin des Streits zwischen Athene und Poseidon bei der mythischen Gründung der Stadt gedacht worden war – was praktisch kein größeres Problem darstellte, da wegen der Verschiebungen zwischen dem gleichzeitig gebrauchten Sonnen- und Mondkalender sowieso immer wieder Tage gestrichen werden mussten. Auch dieser Tag hieß apophras – wobei Loraux diesmal die Information Plutarch entnimmt.
Harold Bloom verwendet den Begriff Apophrades zur Bezeichnung einer „Methode der dichterischen Revision“ eines Vorgängertextes im selben Sinn wie Hesychios. Diese Bedeutung wird auch im Eintrag von Paulys Realencyclopädie der classischen Altertumswissenschaft von 1895 vertreten, erst seit den 1970er Jahren wurden die Überlagerungen der ursprünglichen Wortbedeutung abgetragen.